# Kościół św. Stanisława w Chmielowie
Kościół św. Stanisława w Chmielowie – rzymskokatolicki kościół ufundowany w 1926 roku. Parafia w Chmielowie (przedtem należała do parafii Miechocin) powstała dwa lata wcześniej. Do parafii w Chmielowie należały również wsie: Cygany i Jadachy (do 1983). 
Kościół pw. św. Stanisława Biskupa wybudowany został przy wsparciu Zdzisława hr. Tarnowskiego z Dzikowa. Wyglądem przypomina on niektóre katedry. Ma długość 36 metrów, szerokość 18 metrów, a wieża 50 metrów wysokości. Kościół wybudowany został w stylu barokowym i rokokowym. Ściany świątyni pokryte są bardzo gęstą polichromią cechującą się śmiałym zestawieniem kolorystycznym i wyraźnymi inspiracjami sztuki ludowej. Girlandowe ornamenty biegną po krawędziach sklepienia, po gzymsach, pilastrach, ścianach, łukach przypomina to miejscami wzorzysta tkaninę. Zewnętrzny wystrój architektury tego zabytku został zdominowany przez bogato rozbudowaną wieżę na ośmiobocznym korpusie przypomina ona cebulkę, która jest charakterystycznym elementem w krajobrazie okolicy. Od wieży odchodzą cztery bliźniacze ramiona, które zakończone są wysokimi szczytami z esowatymi spływami, z wyeksponowanymi motywami ślimacznicy. Poświęcenie kościoła nastąpiło 19 grudnia 1926 roku.